# Bill Munson
William Alan Munson (Sacramento, 11 agosto 1941 – Lodi, 10 luglio 2000) è stato un giocatore di football americano statunitense che ha giocato nel ruolo di quarterback per sedici stagioni nella National Football League (NFL). Fu scelto nel corso del primo giro (7º assoluto) del Draft NFL 1964 dai Los Angeles Rams. Al college ha giocato a football all'Università statale dello Utah. Monson fu trovato morto affogato nella sua piscina il 10 luglio 2000.

## Carriera professionistica
Munson fu scelto come settimo assoluto nel Draft NFL 1964 dai Los Angeles Rams, franchigia con cui rimase per quattro stagioni. Nel 1968 Munson passò ai Detroit Lions con cui disputò le migliori stagioni della carriera, fino al 1975. I Seattle Seahawks acquisirono il quarterback veterano in cambio di due scelte del draft. Ai Seahawks. Munson giocò come riserva del titolare Jim Zorn per una sola stagione prima di passare ai San Diego Chargers e chiudere la carriera con due stagioni nei Buffalo Bills.

## Statistiche
| Partite totali    | 107    |
| Yard lanciate     | 12.896 |
| Touchdown         | 84     |
| Intercetti subiti | 80     |
| Passer rating     | 71,5   |